# Лігнінові реагенти
Лігнінові реагенти (рос. лигниновые реагенты, англ. lignin agents, нім. Ligninreagenzien n pl) — група похідних рослинного лігніну, що використовуються для зниження в'язкості і статичного напруження зсуву бурових розчинів різного складу. Лігнінові реагенти отримують окисненням гідролізного лігніну різними окиснювачами. 
До лігнінових реагентів належать нітролігнін, суніл, хлорлігнін, іґетан.